# Kláda

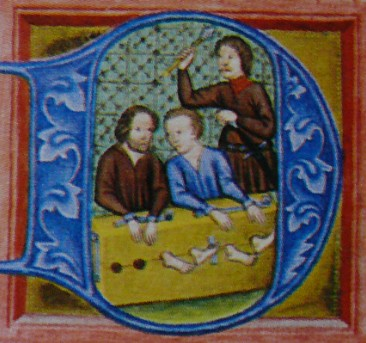
Sezení v kládě (Brněnská právní kniha Václava z Jihlavy)

Kláda (pilaři říkají kulatina) – je kmen poraženého stromu, který je zbaven všech větví a horní části koruny. Kmen může být zbaven kůry, případně nařezán na určitou délku. Je-li kmen ponechán po odřezání koruny v celé délce, říká se mu surák, délkově si ho rozřežou až na pile. Za starých časů, pokud nebylo možné klády hned odvézt na pilu, se musela kůra jehličnatých stromů oloupat, kvůli ochraně proti dřevokaznému hmyzu. Nejkvalitnější klády z jasanového, dubového, bukového a jilmového dřeva se zkracují u svého prvního suku. Do čela kmene se navíc zatlouká pásovinka ve tvaru písmene S proti prasklinám. Tyto klády jsou nejhodnotnějším materiálem pro výrobu dýhy.
Výraz kláda se používá i v širším významu, kdy může znamenat:
- břevno
- poleno
- trám
- nosník
- mučící nástroj

V lidové mluvě má pak toto slovo i další přenesené významy.